# 用木沢
用木沢（ようきさわ、ようぎさわ）は、神奈川県足柄上郡山北町を流れる沢で、酒匂川水系の支流の一つである。
丹沢山地中西部に位置する大笄（おおこうげ）の西側を水源とする沢で、水源から3km程で白石沢と合流する。合流地点から中川川に名称が変わる。
沢沿いの道は東海自然歩道として整備されている。

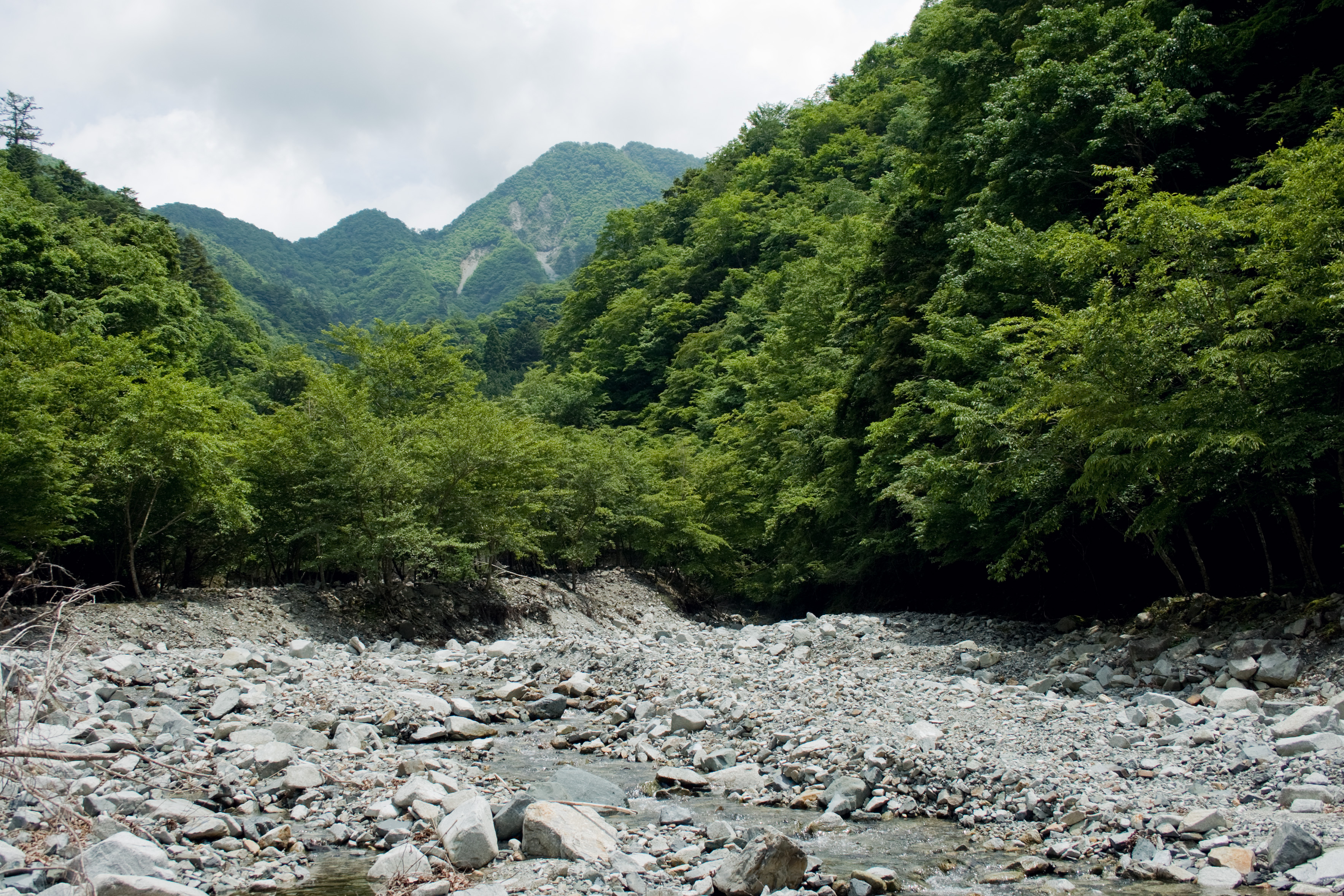
大笄と用木沢 （2008年6月撮影）